# بتی توماس
بتی توماس (انگلیسی: Betty Thomas؛ زادهٔ ۲۷ ژوئیهٔ ۱۹۴۸) هنرپیشه، کارگردان و تهیه‌کننده اهل ایالات متحده آمریکا است. وی از سال ۱۹۷۵ میلادی تاکنون مشغول فعالیت بوده است.
او در فیلم سربازان بورلی هیلز بازی کرده است.